# Filme – Das waren unsere Kinojahre
Filme – Das waren unsere Kinojahre (Originaltitel: The Movies That Made Us) ist eine US-amerikanische Doku-Reihe, die von Brian Volk-Weiss geschaffen wurde und ein Spin-off von Spielzeug – Das war unsere Kindheit ist. Die vierteilige erste Staffel der Serie widmet sich beliebten Filmen aus den 1980er und 1990er Jahren und erzählt die Geschichten dahinter.
Die ersten vier Episoden der Serie wurden am 29. November 2019 zum Streaming auf Netflix veröffentlicht.

## Inhalt der Folgen
Die erste Staffel vom 29. November 2019 beschäftigt sich pro Folge mit den Hintergrundgeschichten der Filme Dirty Dancing, Kevin – Allein zu Haus, Ghostbusters – Die Geisterjäger und Stirb langsam.
Am 1. Dezember 2020 werden zwei spezielle Episoden veröffentlicht, die den Weihnachtsfilmen gewidmet sind, und zwar Buddy – Der Weihnachtself und Nightmare Before Christmas.
Am 23. Juli 2021 werden vier weitere Episoden zum Streaming bereitgestellt, die sich mit Zurück in die Zukunft, Pretty Woman, Jurassic Park und Forrest Gump befassen.
Im Oktober 2021 erschien die dritte Staffel (inkl. Feiertagsspecials) mit sechs Episoden zu Nightmare – Mörderische Träume, RoboCop, Aliens – Die Rückkehr, Der Prinz aus Zamunda, Freitag der 13. und Halloween – Die Nacht des Grauens.

## Rezeption
Oliver Armknecht von film-rezensionen.de resümierte über die erste Staffel, dass sich Filme – Das waren unsere Kinojahre vier erfolgreiche Filme der 80er bis 1990 schnappe und zahlreiche Hintergrundgeschichten dazu erzähle. Das sei unterhaltsam, stimme auch nostalgisch, selbst wenn die Abwechslung und der Tiefgang überschaubar bleiben. Hauptaugenmerk liege auf den Schwierigkeiten, die überwunden werden mussten, was für einen gewissen Wow-Faktor sorge, andere potenziell spannende Themen dafür ignoriere.
Christian Mester von bereitsgesehen.de sah "eine Dokureihe mit liebevoller Umsetzung bei der zahlreiche Klassiker und ihre Hintergrundgeschichten näher vorgestellt werden, dazu gibt es begleitende Kommentare von Zeitzeugen und Genrejournalisten. Interessant sei, dass eine gelungene Mitte gefunden werde – zwar sei nichts so ausführlich wie das umwerfende Material auf den „Herr der Ringe“ Scheiben, andererseits sei es auch keine flache Werbung, in der alles schöngeredet werde, wie es meist bei Promo-Interviews der Fall sei. Die Beteiligten scheuen hier nicht davor zurück, über die schwierigsten Probleme und Problemmacher herzuziehen, was dem ganzen eine sympathische Authentizität verleihe. Ein Paradebeispiel wäre die Produktion von „Aliens“, in der ein junger James Cameron ein teeverwöhntes Produktionsteam in den Wahnsinn trieb, um seinen Klassiker zu basteln."